# シキミ
シキミ（樒、梻、学名: Illicium anisatum） は、マツブサ科シキミ属に分類される常緑性小高木から高木の1種である。葉は枝先に集まってつき、春に枝先に多数の黄白色の花被片をもつ花をつける（図1）。本州（宮城・石川県以西）から沖縄諸島および済州島に分布する。アニサチンなどの毒を含み、特に猛毒である果実が中華料理で多用される八角に似ているため、誤食されやすい危険な有毒植物である。ときに仏事や神事に用いられ、しばしば寺院や墓地に植栽されている。また材や抹香、線香として利用されることもある。別名が多く、「シキビ」「ハナノキ」「ハナシバ」「ハカバナ」「ブツゼンソウ」「コウノキ」「コウシバ」「コウノハナ」「マッコウ」「マッコウギ」「マッコウノキ」などがある。

## 特徴
常緑の小高木であり、高さはふつう 2 - 5 メートル (m) だが、ときに 10 m 以上の高木になる。日本海側では高さ 3 m 以下であることが多い。材は散孔材、道管は直径 50マイクロメートル (μm) 以下で、単独または数個が接線方向に複合する。樹皮は帯黒灰褐色でやや平滑 (下図2a)、若枝は緑色 (下図2e, f)。
葉は互生するが、枝先に集まってつく (下図2b, c)。葉柄は長さ 5 - 24 ミリメートル (mm)、葉身は倒卵状長楕円形から倒披針形、5 - 15 × 2 - 4 センチメートル (cm)、葉先は急鋭頭、葉脚は広いくさび形、中央脈以外の葉脈 (側脈5 - 8対) は不明瞭 (下図2b, c)。葉の表面は濃緑色で光沢があり、裏面は灰緑色、表裏とも無毛、厚く革質、葉を透かすと油点が見え、傷つけると抹香の匂いがする。葉芽は長卵形 (下図2c)、花芽は球形 (下図2f)。
花期は3 - 5月、ソメイヨシノの開花よりも早い春彼岸のころに、葉腋から短い花柄を出して黄緑色を帯びた白色の花が咲き、ときに枝先にまとまってつく (下図2d)。花は直径 2.5 - 3 cm、花柄は長さ 5 - 35 mm (下図2e, f)。花被片はらせん状につき、(12 -)16 - 24(- 28)枚、萼片と花弁の明瞭な分化は見られないが、外側のものはやや幅広くて短い楕円形、内側のものは細長い線状長楕円形 (長さ 10 - 25 mm) で多少波状によじれる (下図2d–f)。雄しべは15 - 28個がらせん状につき、長楕円形、葯と花糸はほぼ同長 (下図2d, e)。雌しべは離生心皮からなり、7 - 10個 (ふつう8個)、1輪につく (下図2e)。
果期は9 - 10月、8個ほどの袋果が側面で合着しており、8角形から星形、直径 2 - 3 cm (下図2g, h)。各袋果 (心皮) は 12 - 18 × 6 - 10 × 3 - 6 mm。果実は木質化し、裂開した後に乾燥によって幅が狭くなって種子をはじき飛ばし、また動物によっても散布される (下記参照)。種子は光沢がある黄褐色、やや扁平な楕円形、長さ 6 - 8.5 mm (下図2i)。
染色体数は 2n = 28。葉緑体DNAの塩基配列が報告されている。

## 毒性

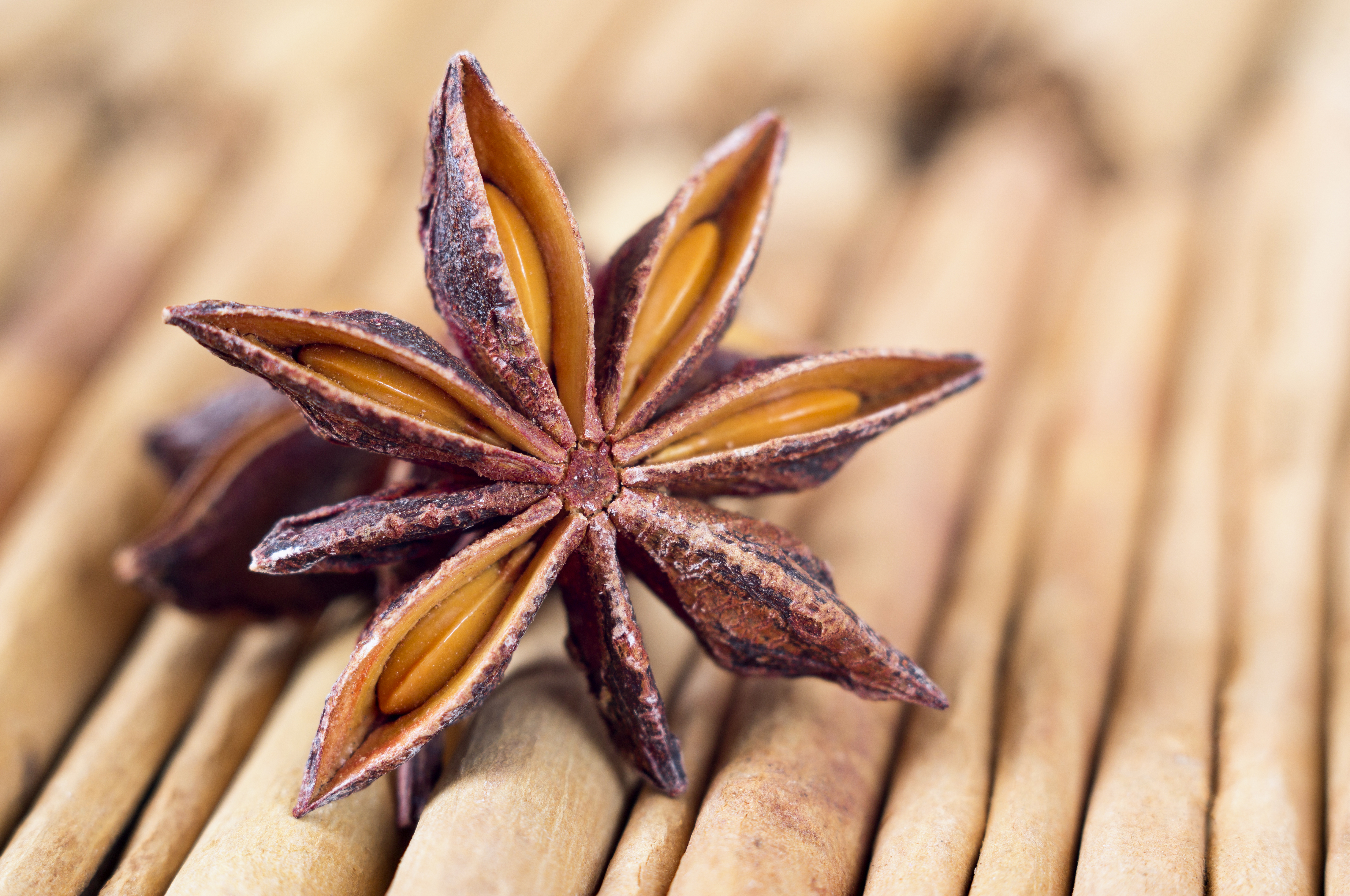
3. トウシキミの果実 (八角)

葉や茎、根、花、果実、種子など全体が有毒である。なかでも果実、種子は毒性が強く、食用にすると死亡する可能性がある。実際、後述するように事故が多いため、シキミの果実は植物としては唯一、毒物及び劇物取締法により劇物に指定されている。中毒症状は、嘔吐、腹痛、下痢、痙攣、意識障害等であり、昏睡状態を経て死に至ることもある。有毒成分は神経毒であるアニサチン (anisatin) やネオアニサチン (neoanisatin) である (下記参照)。
同じシキミ属に属するトウシキミ (Illicium verum; 日本には自生していない) は毒成分を含まず、果実は八角（）、八角茴香（）、大茴香（）、スターアニスとよばれ、香辛料や生薬として利用される。シキミの果実は形態的にこれに非常によく似ているため (上図2h, 図3)、シキミの果実をトウシキミの果実と誤認して料理に使用し食べることで中毒を起こす事故が多い。そのため、シキミの果実は「毒八角」ともよばれる。トウシキミの果実とくらべると、シキミの果実はやや小型で先端が鋭く尖り、また抹香の匂いがする点でも異なる。第二次世界大戦以前は、シキミの果実を実際に「日本産スターアニス」として出荷し海外で死亡事故などが発生したことがある。またシキミの種子は、ややシイの実 (果実) に似ているため、誤って食べて集団食中毒を起こした例がある。
また、シキミは人間以外の動物に対しても有毒である。平成12年3月には、黒毛和種の繁殖牛を飼育する農家で、シキミが混ざった木の枝を気づかずに敷料として使用したところ、5頭の牛が痙攣などの神経症状を示し、そのうち3頭が死亡するという中毒が起きている。 解剖の結果、死んだ牛の胃からシキミの葉が確認されており、敷料の残りのシキミ葉から抽出した液体をマウスに投与したところ神経症状が現れたため、シキミによる中毒と診断された。また、シキミはニホンジカの食害を受けにくく、不嗜好性植物リストにも挙げられている。ただし、安芸の宮島のサルは、シキミの種子を食べるという。また後述のように、ヤマガラやヒメネズミはおそらくシキミの種子を食用としている。

## 成分

### アニサチン

4a. アニサチン

シキミの毒成分は1881年にヨハン・エイクマンによって初めて研究されたが、その後1952年にLaneらによってセスキテルペンであるアニサチン (anisatin) が単離された (図4a)。アニサチンは神経伝達物質であるGABAに拮抗作用を示す神経毒であり、植物毒としては最強のものの1つである。またアニサチン関連物質として、ネオアニサチン (neoanisatin) やプソイドアニサチン (pseudoanisatin)、2α-ヒドロキシネオアニサチンがシキミから報告されている。

### シキミ酸

4b. シキミ酸

1885年、ヨハン・エイクマンによってシキミの果実から環状ヒドロキシ酸が発見され、シキミ酸 (shikimic acid) と名付けられた (図4b)。シキミの果実には乾燥重量の25%、葉には0.5%のシキミ酸が含まれるという。その後の研究で、ほとんどの植物において、シキミ酸を中間産物として芳香族アミノ酸を生合成していることが明らかとなり、この生合成経路はシキミ酸経路とよばれている。シキミ酸経路は植物における重要な二次代謝経路であり、アルカロイド、フェニルプロパノイド、フラボノイド合成に関わっている。シキミ酸は、シキミ属（トウシキミ等）のほか、コンフリーやイチョウにも多く含まれることが報告されている。シキミ酸は、インフルエンザ薬であるオセルタミビル (商品名タミフル) の原料となる (シキミ酸自体にはその効果はない)。

### 精油

4c. 1,8-シネオール

シキミは精油を含み、葉や樹皮には芳香がある。シキミの葉から得られる精油の主成分として、1,8-シネオール (図4c)、サフロール、リナロール、ミリスチシンなどが報告されている。

## 分布・生態

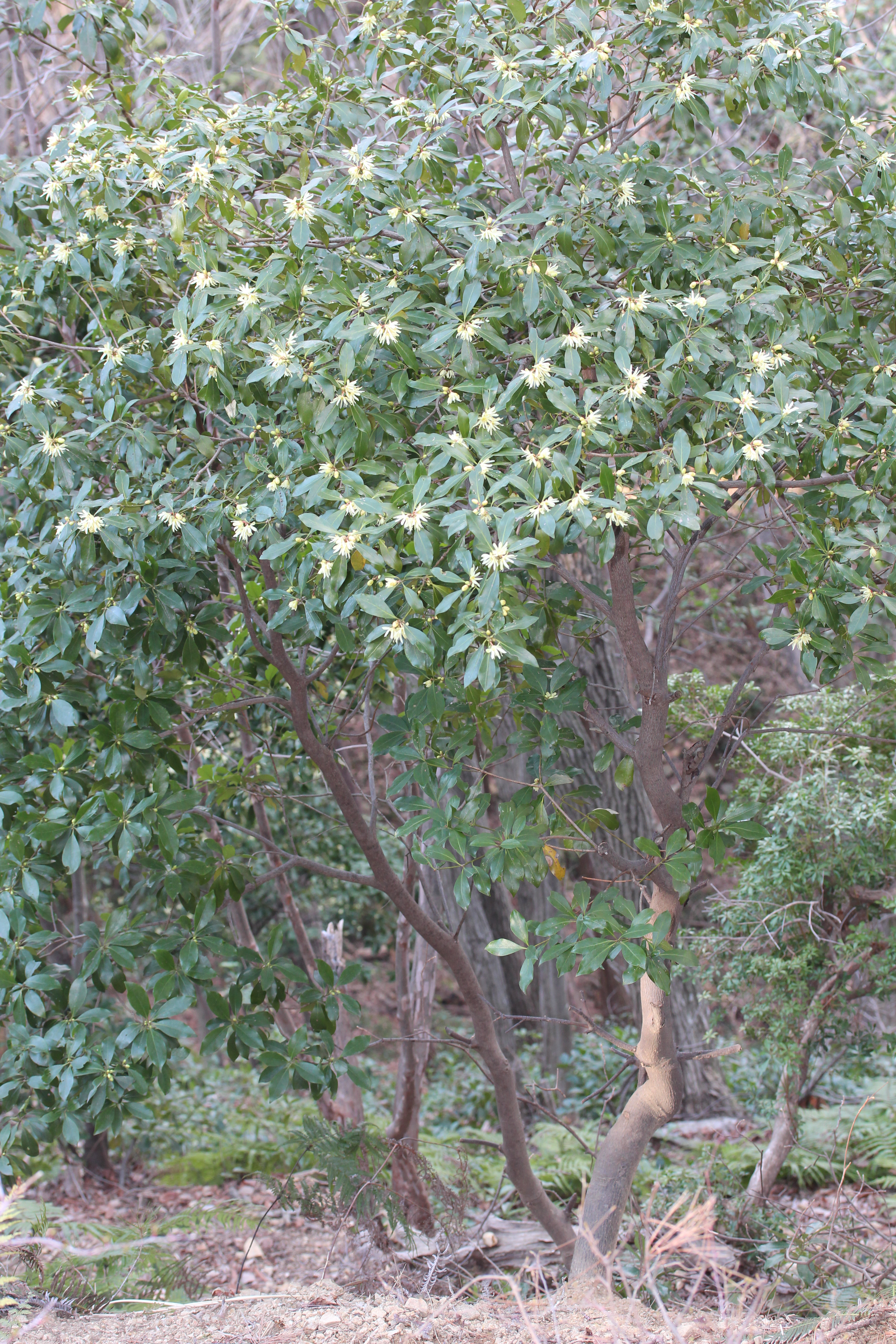
5. 暖温帯の山地に生育するシキミ (岐阜県)

本州 (宮城県、石川県以西)、四国、九州、屋久島、種子島、トカラ列島、奄美大島、徳之島、沖縄島、慶良間諸島、韓国 (済州島) の暖温帯域に分布する。石垣島、西表島、台湾には同属のヤエヤマシキミが分布している。
果実・種子は有毒であるが、ヤマガラやヒメネズミがシキミの種子を収穫・輸送・貯蓄して種子散布に寄与していることが示唆されている。
暖温帯の山地の林内に生育している (図5)。ときに植生を区分する標徴種となり、日本の植物群落名としてシキミ-アカガシオーダー (カクレミノ-スダジイオーダーの異名とされる) やシキミ-モミ群集 (サカキ-ウラジロガシ群集の異名とされる)、オキナワシキミ-スダジイ群集がある。また、次節の記述の通り仏事に関係が深く、寺社や墓地によく植栽されている。

## 人間との関わり

### 利用
シキミは仏事に広く使われ、しばしば仏前や墓前に供えられる (特に関西地方)。また精油を含んだ葉や樹皮は、抹香や線香の原料として利用される。これらは、シキミが毒性と独特の香りを持つため、邪気を払う力があると考えられていたことに由来する。
墓地に多く植えられているのは、シキミの葉が発する強い香りで死臭を消したり、害獣を忌避したのが起こりとされる。古くは、遺体を土葬した墓の周りにオオカミなどの害獣が嫌うシキミを植えることで、屍を守ったともされる。また新しい墓や畑に植えて害を防ぐこともある。墓に植えたシキミが成長することは、死者が冥界で幸福であるしるしと見ることもある。

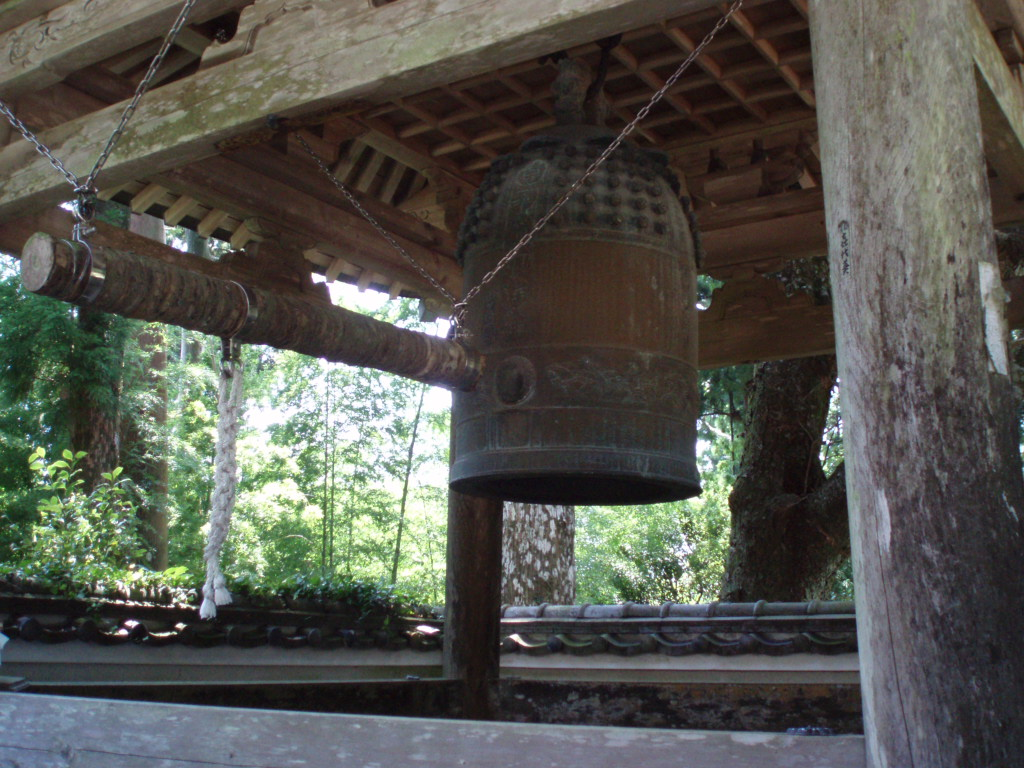
6a. 阿弥陀寺の「亡者の一つ鐘」

死者の枕元に供える花を一本花（）というが、これにはふつうシキミが用いられる。死水をとる際には、このシキミの葉に水をつけてとらせる。また納棺では、棺にシキミの葉などが敷き詰められた。熊野では、死者の霊魂が手向けられたシキミの葉を手に阿弥陀寺に参詣し、鐘をつくと伝承されており、この鐘は「亡者の一つ鐘」とよばれる (図6a)。阿弥陀寺がある妙法山は、樒山（）ともよばれる。他にも、散華（） (仏を供養するために花を散布すること) においてシキミの花や葉が使われたり、閼伽（） (仏前に供える水) にシキミの花 (閼伽の花) を浮かべることがある。また葬儀にシキミ (樒) が飾られていたことに由来して、参列者の名を書いた紙や板は、紙樒や板樒とよばれる。
シキミは古くから仏事に関わってきた。『真俗仏事編』(1728年) には「樒 (シキミ) の実はもと天竺より来れり。本邦へは鑑真和上の請来なり。その形天竺無熱池（）の青蓮華（）に似たり。故に之を取りて仏に供す」とあり、鑑真が日本にもたらしたとしている。ただしシキミはインドには自生せず、日本では『万葉集』にも詠われ、また洪積世から種子が出土することから、日本の自生種と考えられている。また空海が、青蓮華の代用として花が似ているシキミを密教の修法に使ったともされる。密教では、葉を青蓮華の形にして六器に盛り、護摩の時は房花に用い、柄香炉としても用いる。
上記のように現在ではシキミは仏事に広く用いられ、一方で神事にはふつうサカキ (モッコク科) が用いられている。しかし平安時代以前には、シキミは神事にも盛んに使われていたと考えられている。平安時代の神楽歌の中に「榊（）葉の香をかぐわしみ求めくれば…」とあるが、サカキには強い香りがないことから、シキミも神事用に使われ、榊とよばれていたと考えられている。シキミは仏事、サカキは神事と分かれたのは仏教が一般化した平安時代から中世以降であり、明治時代に神仏分離令が出てから、庶民の間でもこの傾向が広まったとされる。

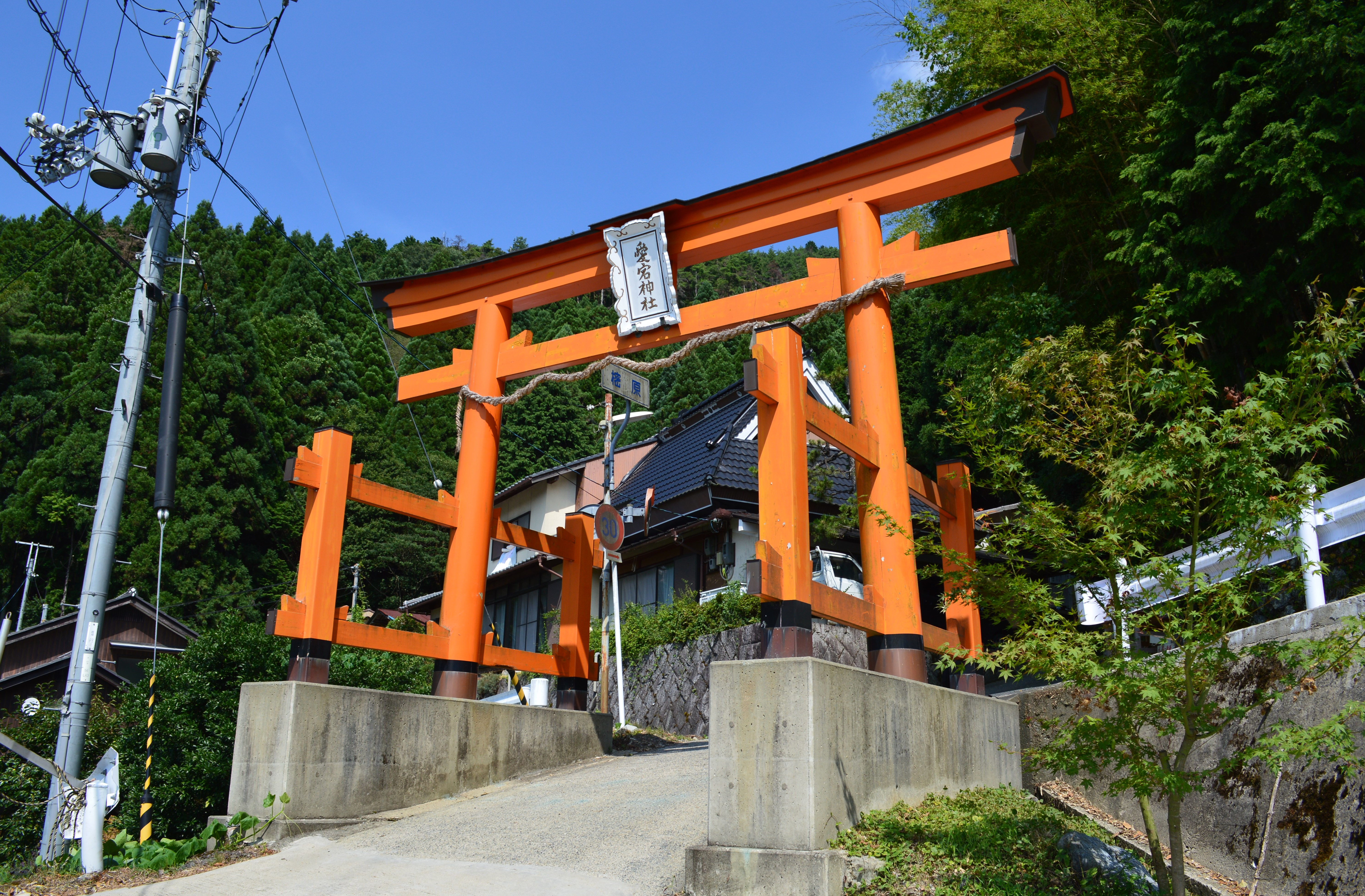
6b. 愛宕神社の樒原鳥居

現在でもシキミが神事に使われている例があり、京都市の愛宕神社 (図6b) ではシキミを神木として神事に使用している。平安時代中期には「愛宕山 しきみが原に 雪積り 花摘む人の 跡だにもなし」(曽禰好忠) と詠まれており、愛宕神社のある樒原（） (右京区宕陰地区) は古くからシキミの名所であったと考えられている。近世になると愛宕は火除けの神としての信仰を集め、これがシキミと結びついて火伏の護符とシキミの枝がセットで扱われている。
門松にはふつうマツやタケが使われるが、愛知県北設楽郡などでは、シキミが用いられることがある。また事八日や節分に鬼を脅すために飾るものを鬼威（）しとよび、ふつうはヒイラギ (モクセイ科) が用いられるが、シキミが使われることもある。これは、三方ヶ原の戦いに破れて浜松城に逃げ込んだ徳川家康が折からの節分にヒイラギがなかったためシキミを代用したことに由来するとの伝承がある。
このようにシキミは仏事などに広く利用されているため、商用に栽培されている。2016年では、日本全体での生産量は1,875トン、そのうち上位5県は鹿児島県で537.3トン、宮崎県で340.3トン、静岡県で289.4トン、愛媛県で232.9トン、高知県で191.4トンであった。
シキミは寺院や墓地に植えられることが多く、家庭の庭に植えることは嫌われることがあるが、庭木として栽培されることもある。枝葉が密生し、萌芽性がよいため刈り込んで生け垣として利用できる。やや湿り気のある半日陰地を好む。園芸品種として、'Murasaki-no-sato'、'Pink Stars'、'Variegata' などがある。病虫害としては、クスアナアキゾウムシ、シキミグンバイムシ、コミカンアブラムシ、アオバハゴロモ、シキミタマバエ、ハマキガ類、フシダニ類、炭疽病、すす病などがある。
シキミの材は心材が淡紅褐色で気乾比重は約0.67、サカキやツバキの材に似て緻密で粘りが強くて割れにくく、細工物 (ろくろ細工、寄木細工、象嵌細工)、傘の柄、数珠、樽などさまざまな用途で用いられる。またシキミの材は、木炭や薪にも使われる。樹皮からは繊維がとれる。
シキミの果実は食べると死に至るほどの猛毒であるが、その毒性を利用してシキミを煎じた液を牛馬の皮膚寄生虫駆除のために塗布することがあり、また殺虫剤に使われることもある。いぼや眼病に、シキミを浸した水をつける民間療法もある。他にも船酔い避けにシキミの葉をへそに乗せるとよい、シキミの木でできた天秤棒は肩が痛まない、病人の布団の下にシキミの枝を入れておくと治る、などの伝承もある。

### 文化
先述の通り、シキミは古くから日本人になじみの深い植物であり、『万葉集』をはじめ、いくつかの和歌集で詠まれている。
奥山の しきみが花の 名のごとや しくしく君に 恋ひわたりなむ—『万葉集』巻20-4476
しきみおく あかのをしきの ふちはなく 何にあられの 玉と散らまし—『山家集』下
あはれなる しきみの花の契かな ほとけのためと 種やまきけん—『夫木和歌抄』
また、『枕草子』や『源氏物語』にも登場し、前者ではその香りが称賛されている。
帯うちして、拝み奉るに、「ここに、つかうさぶらふ」とて、しきみの枝を折りて持て来たるは、香などのいと尊きもをかし。—『枕草子』116段
濃き青鈍の紙にて、しきみにさしたまへる、例のことなれど、いたく過ぐしたる筆づかひ、なほ古りがたくをかしげなり。—『源氏物語』若菜下の巻
「樒 (しきみ) の花」は春の季語である。
花活に 樒の花の 淋しいぞ—鬼城
シキミの花言葉は「援助」、「甘い誘惑」、「猛毒」。

### 名称
シキミの学名はリンネが命名した Illicium anisatum であり、種小名の anisatum は香辛料となるアニス (セリ科) の香りに似ていることを意味する。シノニム (同物異名) としてシーボルトが命名した I. japonicum や I. religiosum (ラテン語の religiosum は「宗教的な」という意味) などがある (右上分類表のシノニム欄参照)。
和名の「シキミ」の語源については諸説ある。四季を通して美しいことから「四季美」、または四季を通して芽をつけることから「四季芽」に由来するともされる。その他に、実の形から「敷き実」とする説、多数の種子をつけることから「重（）く実」とする説、香りが強いことから「臭（）き実」とする説、あるいは有毒なので「悪しき実」とする説などがある。ただし上代では「実」が乙類の仮名で記されているのに対し、「しきみ」の「み」は甲類の仮名で表記されている。
別名が多く、精油を含み枝葉を切ると香気が漂うため、コウノキやコウノハナ、コウシバ、抹香の原料となるためマッコウやマッコウギ、マッコノキともよばれる。また墓や仏に供えられることが多いため、ハナノキ (花木)、ハバナ (葉花)、ハカバナ (墓花)、ブツゼンソウ (仏前草)、ホトケバナ (仏花) などともよばれる (右上分類表の和名欄参照)。単に「ハナ (花、華、英)」といったときも、シキミを意味することがある。
和歌山県伊都郡かつらぎ町花園や滋賀県大津市の花折峠の地名にある「花」は、シキミのことを意味している。かつらぎ町花園は古くは高野山領であり、供花である花 (シキミ) を産する場所として花園荘とよばれ、これが現在の地名に引き継がれている。大津市の花折峠の名は、これより北にはシキミがないため、京からの帰り道にシキミを折って故郷へ持ち帰ったとする故事に由来するとされる。
山口県の一部では、シキミの果実を「おしゃり」(仏舎利（）の意) と称し、善良な人が亡くなった際に胸にこの形が現れるという。
中国では莽草 (拼音: mǎngcǎo)、厳密には日本莽草（拼音: rìběn mǎngcǎo）と呼ばれている。生薬としては日本でも「莽草（）」の名称を使う。莽草は本来は有毒の草本を意味していたが、後にシキミに充てるようになった。

### 保全状況評価
上記のようにシキミは比較的ふつうに見られる植物であり、現在では広く栽培もされているが、山採りしたものが仏事用に売られていたため、絶滅した地域もある。シキミは日本全体としては絶滅危惧等に指定されていないが、下記のように地域によっては絶滅危惧種等に指定されている。
- 絶滅危惧II類: 山梨県
- 準絶滅危惧種: 石川県
- 地域個体群: 新潟県
- 分布特性上重要な種: 鹿児島県

また鹿児島県では、変種のオキナワシキミ (下記参照) が準絶滅危惧種に指定されている。

## 分類
沖縄諸島のものは葉が細く、変種オキナワシキミ (Illicium anisatum var. masa-ogatae (Makino) Honda, 1939) とされることがあるが、区別は難しい。また八重山列島から台湾には、同属のヤエヤマシキミが分布している。
また花被片の色が淡紅色のものは、品種ウスベニシキミ (Illicium anisatum f. roseum (Makino) Okuyama, 1955) とされることがある。

## ギャラリー

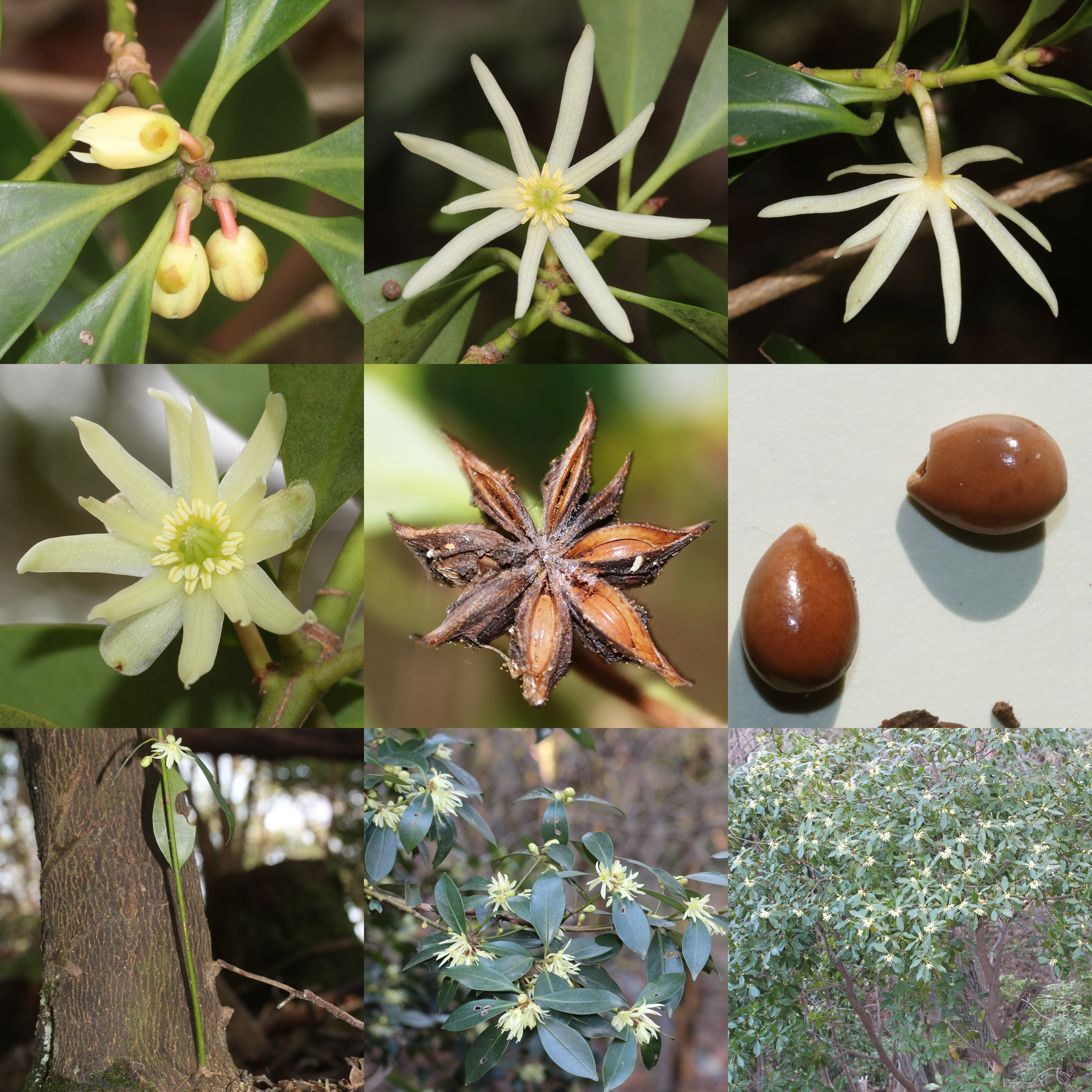
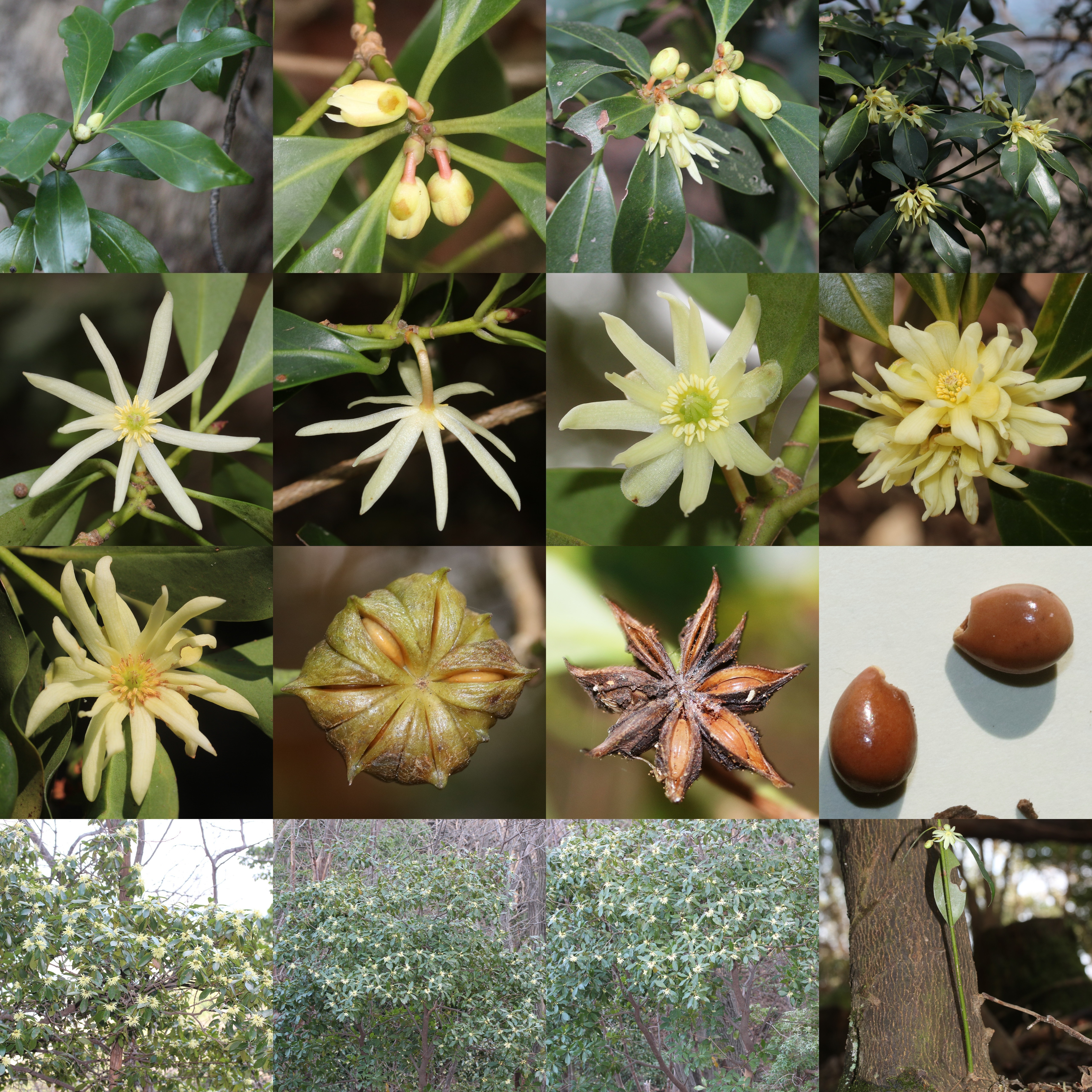
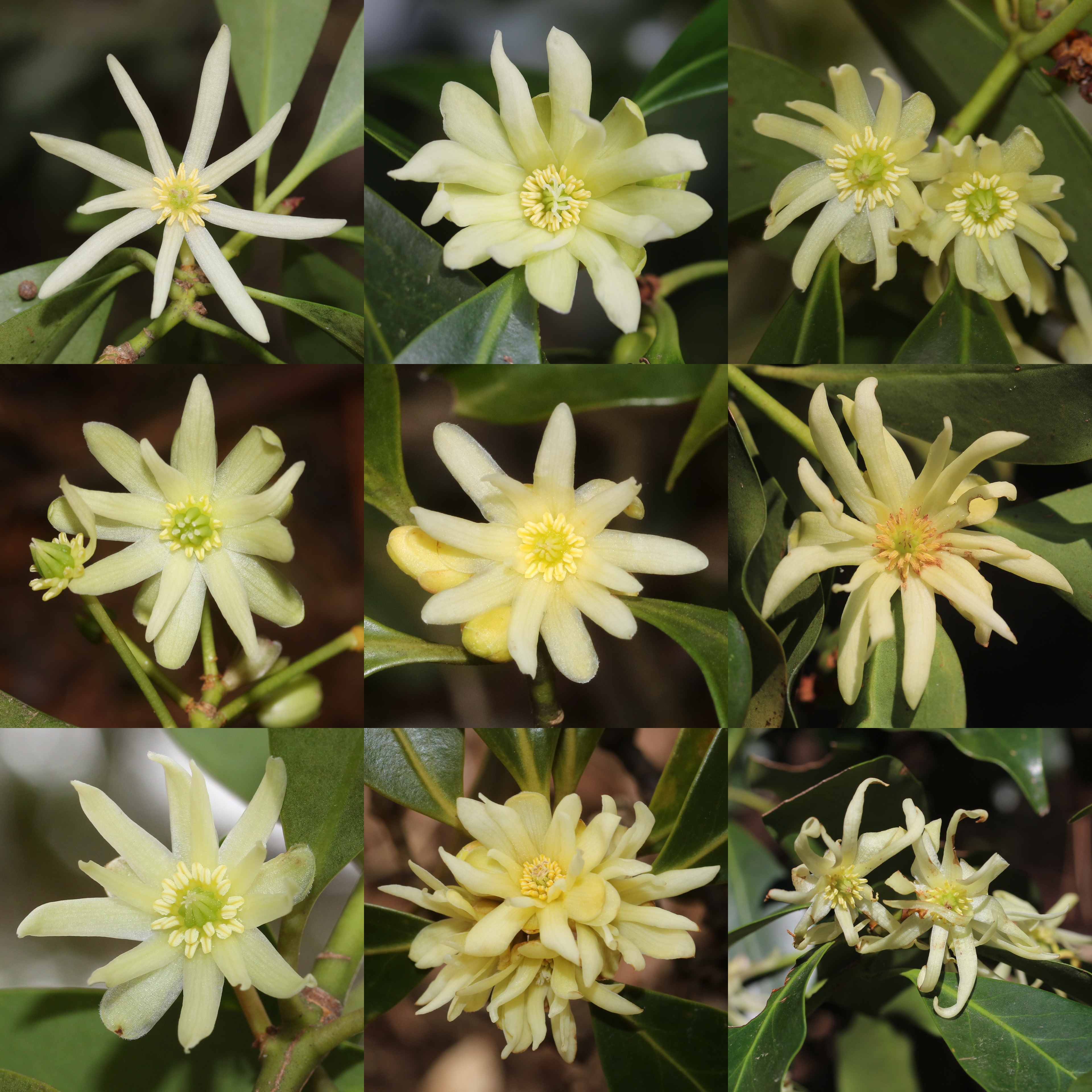
花
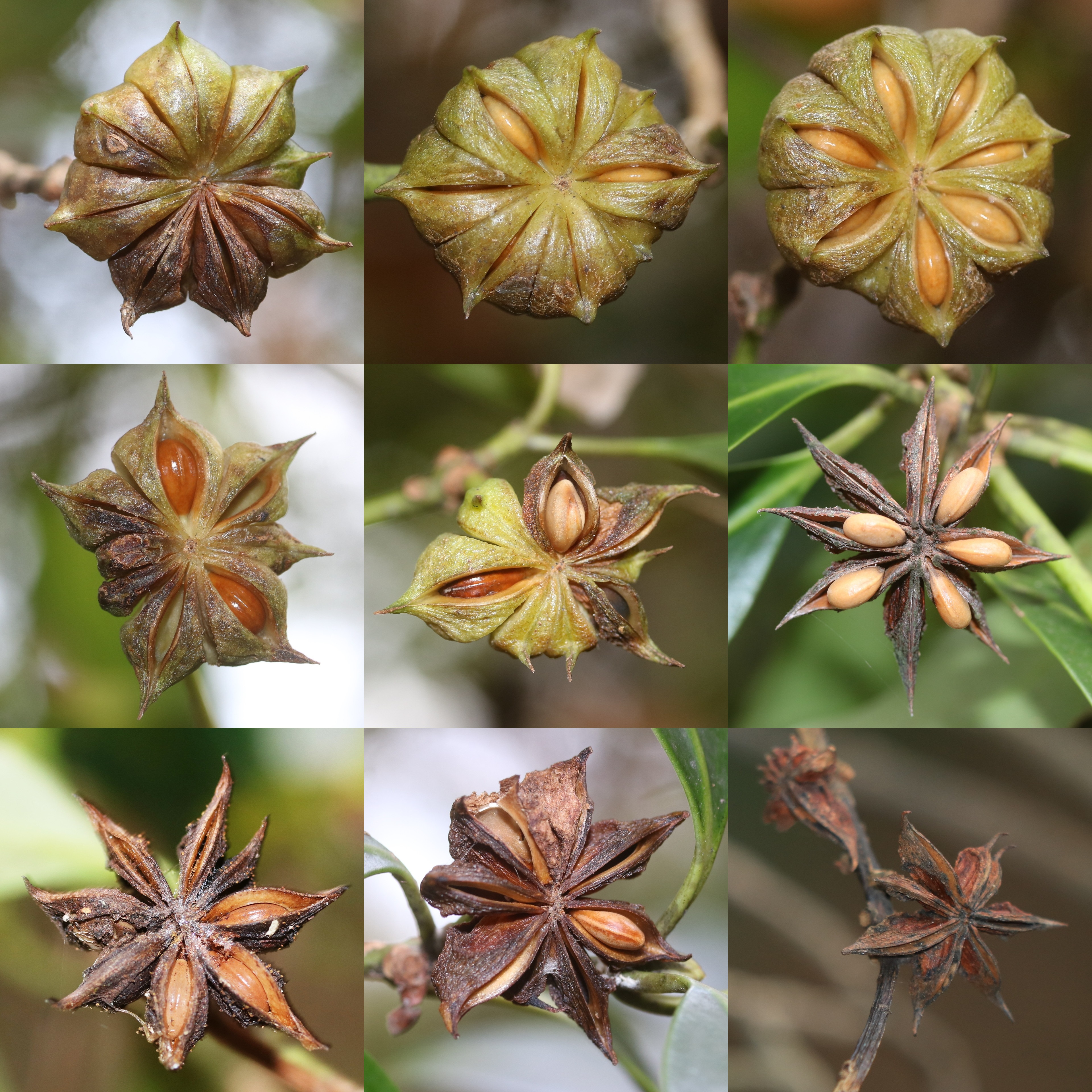
果実
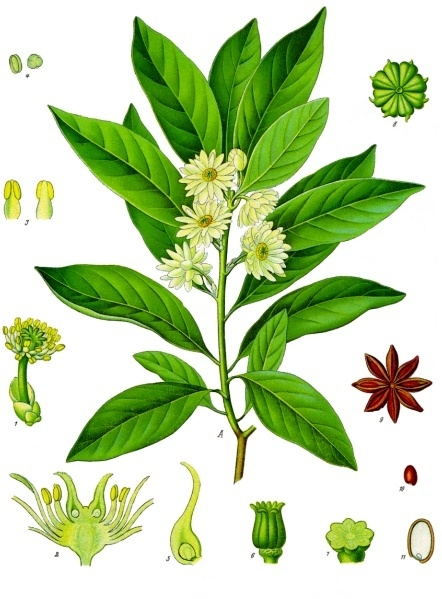
植物画